# Relaciones Mauritania-México
Las naciones de Mauritania y México establecieron relaciones diplomáticas en 1975. Ambas naciones son miembros de las Naciones Unidas.

## Historia
Mauritania y México establecieron relaciones diplomáticas el 24 de junio de 1975. Los vínculos se han desarrollado principalmente en el marco de foros multilaterales. 
En noviembre de 2010, el gobierno de Mauritania envió una delegación de diez miembros para asistir a la Conferencia de las Naciones Unidas sobre el Cambio Climático de 2010 en Cancún, México.
El ministro de Asuntos Económicos y Desarrollo de Mauritania, Sidi Ould Tah, participó en la primera reunión de alto nivel de la Alianza Global para la Cooperación Eficaz al Desarrollo, que tuvo lugar en la Ciudad de México en abril de 2014.

## Misiones Diplomáticas
- Mauritania está acreditado ante México a través de su embajada en Washington D. C., Estados Unidos.[3]
- México está acreditado ante Mauritania a través de su embajada en Argel, Argelia y mantiene un consulado-honorario en Nuakchot.[4][5]